# مارتینا ترایدوس
مارتینا ترایدوس (آلمانی: Martyna Trajdos؛ زادهٔ ۵ آوریل ۱۹۸۹) جودوکار اهل آلمان است.